# Cebysa
Cebysa é um gênero de mariposa pertencente à família Acrolophidae.